# Kalkbrænding Djursland
Der blev fra omkring 1840 til 1980  fortaget Kalkbrænding på Djursland, bl.a. ved landsbyen Birkesig på det østlige Djursland, 15 km syd for Grenå, hvor der ligger tre historiske kalkbrændeovne, der blev restaureret i 2002. De har været i brug indtil 1935 og vidner om et gammelt kalkbrændehåndværk på egnen, der strækker sig mindst 150 år tilbage i tiden, og som vurderes at have haft stor erhvervsmæssig betydning i området. Udgangspunktet er en lokal råstofforekomst af kalkrullesten.
Brændt kalk er et råstof, der traditionelt anvendes til fremstilling af læsket kalk, som er bindemidlet i mørtel, der bruges til at binde mursten sammen i murværk. Desuden bruges læsket kalk til hvidtning af bygninger, sådan som det ses i de mange hvidkalkede landsbykirker, traditionelle landbrugsbygninger og gamle huse. Brændt kalk anvendes også som en bestanddel af cement.
Ovnene ved Birkesig er såkaldte kubeovne, De er opført i årene 1928-29. Kubeovne er som regel bygget ind i en skrænt, så man kan køre op og fylde dem med kalksten og kul gennem en åbning øverst i ovnrummet.  
Den ene af Birkesig-ovnene er funktionsdygtig , og det er planen, at den lejlighedsvis kan bruges til at genoplive det gamle kalkbrændingshåndværk.
Ved Ballen på Samsø findes en tilsvarende, men noget ældre kalkovn.

## Erhvervet
Brænding af kalk foregik i Østdjursland (1) i 1800- og 1900-tallet frem til 1980. Det sidste industriel-skala kalkværk på Djursland lå ved Glatved Strand og lukkede i 1980.
En del af landskabet mellem Tirstrup og Glatved syd for Grenå er omformet af de meget store kalk- og råstofgravninger, som har fundet sted gennem de seneste hundrede år, og som fortsat pågår. 
Mange bakkedrag i landskabet er forsvundet. Kalkovnene ved Birkesig repræsenterer i lille skala kalkbrændingsdelen af denne industri.
Djurslands Kalkværk i Hoed og kalkværket ved Glatved Strand forarbejdede kalksten i industriel målestok. Begge var bygget op omkring en højovn i samme størrelsesorden som højovne til fremstilling af jern fra jernmalm. 
Spredt rundt om i landskabet har man indtil for få årtier siden kunnet se rester af ovne fra små kalkbrænderier. De kunne typisk rumme i størrelsesordenen 5 tons kalksten i en brænding, sådan som det er tilfældet med de restaurerede ovne ved Birkesig.
Småovnene er formodentlig opført på baggrund af forskellige menneskers lokale viden om, hvordan en kalkovn skulle se ud og fungere. Alle af lidt forskellig konstruktion. Det er produktionsanlæg uden unødvendigt pynt. De hvælvede kupler giver ovnene et helt specielt arkitektonisk udtryk, der leder tanken hen på fortidens byggeri ved det Østlige Middelhav og Den nære Orient.

## Brændingen
Brænding af kalkrullesten var et sæsonhåndværk. Om vinteren gravede og opstakkede man de nødvendige kalksten, hvorefter brændingen foregik om foråret og et stykke hen på sommeren. Kalk-rullestenene blev sorteret fra andre sten, grus og flint ved håndkraft. Ved siden af de restaurerede ovne i Birkesig ligger der en bunke kalkrullesten brugt ved kalkbrændingen.
Brændingen foregik ved, at man fyldte rullestenskalk og kul ind gennem en åbning i siden af ovnen. Kalksten og kul blev lagt lagvis. Åbningen blev efterfølgende muret til. Gennem en anden åbning i kuppelhvælvet blev ovnen efterfyldt. Denne åbning blev også muret til. Herefter kunne brændingen sættes i gang.
En brænding tog 6 døgn, hvor der skulle være opsyn døgnet rundt. Når brændingen var overstået og ovnen kølet ned, blev det midlertidige murværk brudt ned og kalkstenene taget ud.

## Kemi
Ved brænding af kalkrullesten, der består af kalciumkarbonat, CaCO3, ved 1200 grader frigives kuldioxid, CO2, fra stenene. Den efterfølgende læskning af de brændte sten foregår ved tilsætning af vand, hvorved der sker en kemisk reaktion under varmeudvikling, som omdanner den brændte kalk, kalciumoxid, CaO, til kalciumhydroxid, Ca(OH)2.
Ved denne tilsætning af vand - læskning - bliver de brændte kalksten til en hvid grød. Når denne grød som indholdsstof i mørtel og hvidtekalk til murværk kommer i forbindelse med luft, hærder den under optagelse af kuldioxid fra luften. Processen bringer kalken tilbage til samme udgangspunktet som de rå kalksten, nemlig til kalciumkarbonat men nu indlejret som mørtel-bindemiddel i murstensbygninger og som bindemiddel i hvidtekalk til murværk.

## Murstensbyggeri
Brændt kalk, og dermed mørtel, er grundlaget for murstensbyggeri. Efterspørgslen efter kalkmørtel, og dermed brændt kalk, steg i takt med at solide murstenshuse vandt udbredelse op gennem 1800-tallet. Typisk på bekostning af bindingsværksbyggeri, der består af et skelet af træbjælker, der bliver fyldt ud med et materiale, såsom en blanding af grene og ler. 
Fra midten af 1800-tallet kunne man se en markant vækst i såvel antallet af teglværker som antallet af kalkbrænderier. Ofte var der tale om en kombineret produktion af brændte ler-produkter, mursten og tegl - samt kalk, for at forsyne et stigende murstensbyggeri med byggematerialer.
Hvor teglværkerne indtil midten af 1800-tallet ofte havde været små bondeteglværker og blot biproduktion til landbruget, blev værkerne efter midten af 1800-tallet selvstændige enheder. I det område som de tre herreder, Djurs Nørre Herred, Djurs Sønder Herred og Mols Herred dækkede, ved man med sikkerhed, at der var 5 teglværker. Allerede i 1850'erne var tallet kommet op på 17, og yderligere 5 omtales først efter 1870. Et par af teglværkerne lå på godset Rugårds jorder, der ligger ved Birkesig kalkovnene. Fælles for brænding af tegl, mursten og kalk er, at det kræver højtemperatur-ovne for at nå de nødvendige 1200 grader.

## Undergrunden
Fra Korup Å nordøst for Rønde og til Kattegat ved Glatved strækker der sig en smal ca. 20 km lang svagt bølget hedeslette. Mod øst gennemskæres hedesletten af flere smeltevandsdale. Overalt i denne hedeslette, som er formet af smeltevandets bevægelser langs den østjyske israndslinie, er der 6 - 8 meter tykke lag af sand, grus og sten. Disse råstoffer er blevet, og bliver fortsat, udvundet i utallige grusgrave. Foruden grus og sand rummer moræneaflejringerne i området store mængder kalksten. Denne rullestenskalk findes kun i det østlige Djursland ifølge en artikel i Kulturmiljødatabasen.
Rullestenskalken blev allerede tilbage i 1700-tallet udnyttet af godserne på Norddjursland, der især hentede stenene på stranden syd for Sangstrup Klint. Her kan man stadig finde kalkstenene i store mængder. Kysten er hvid af kalksten. 
Muligvis er kalken også brudt direkte fra de massive kalkformationer i undergrunden, der kommer op til overfladen som Sangstrup- og Karlby klinter, der kan ses som hvide kystklinter ud til havet.
Blandt andet Nødager Kirke fra 1100-tallet på det centrale Djursland er bygget af kalkkvadre fra Sangstrup- og Karlby-klinterne, ligesom 9 andre eksisterende kridtstenskirker på Djursland.
Kalken stammer fra koralrev i et forhistorisk hav, der nu er del af Danmarks undergrund. Dette kalklag kommer op til overfladen på Djursland. Laget strækker sig ud i havet ned langs Djurslands østkyst ud for Glatved. Kalken er ofte fyldt med fossiler af havdyr.
Den samme kalkformation dukker igen op til overfladen i det sydøstlige Danmark i form af Møns Klint og ligeledes mod nordvest i Danmark ved Ålborg. Kalkformationerne ved Ålborg danner grundlag for Ålborg Portlands cementproduktion.
56°18′1.8″N 10°48′22.3″Ø / 56.300500°N 10.806194°Ø

## Eksterne kilder og henvisninger
1. 1 2 3 4 5 6 7 8 9 10 11 12 13 14 15 16 17  Danmarks Kulturarvs Forening
2. 1 2 3 4 5 6 7 8 9 10 11 12 13 14 15 16 17 18 19 20  Kulturmiljø-databasen
3. 1 2  Læsket kalk - Wikipedia, den frie encyklopædi
4. ↑  KortTilKirken.dk
5. 1 2 3  Djurslands Kalk

- Danmarks Kulturarvs Forening: http://www.fortidsmindeguide.dk/Birkesig-Kalkovne.nt006.0.html Arkiveret 23. juli 2015 hos  Wayback Machine
- Kulturmiljø-databasen: http://www.gis.aaa.dk/kulturdb/default.asp?selMiljo=701-11-28-1 Arkiveret 8. august 2016 hos  Wayback Machine
- Læsket kalk
- Nødager Kirke hos KortTilKirken.dk
- "Djurslands Kalk", Børge Kjær